# Bloc nerveux

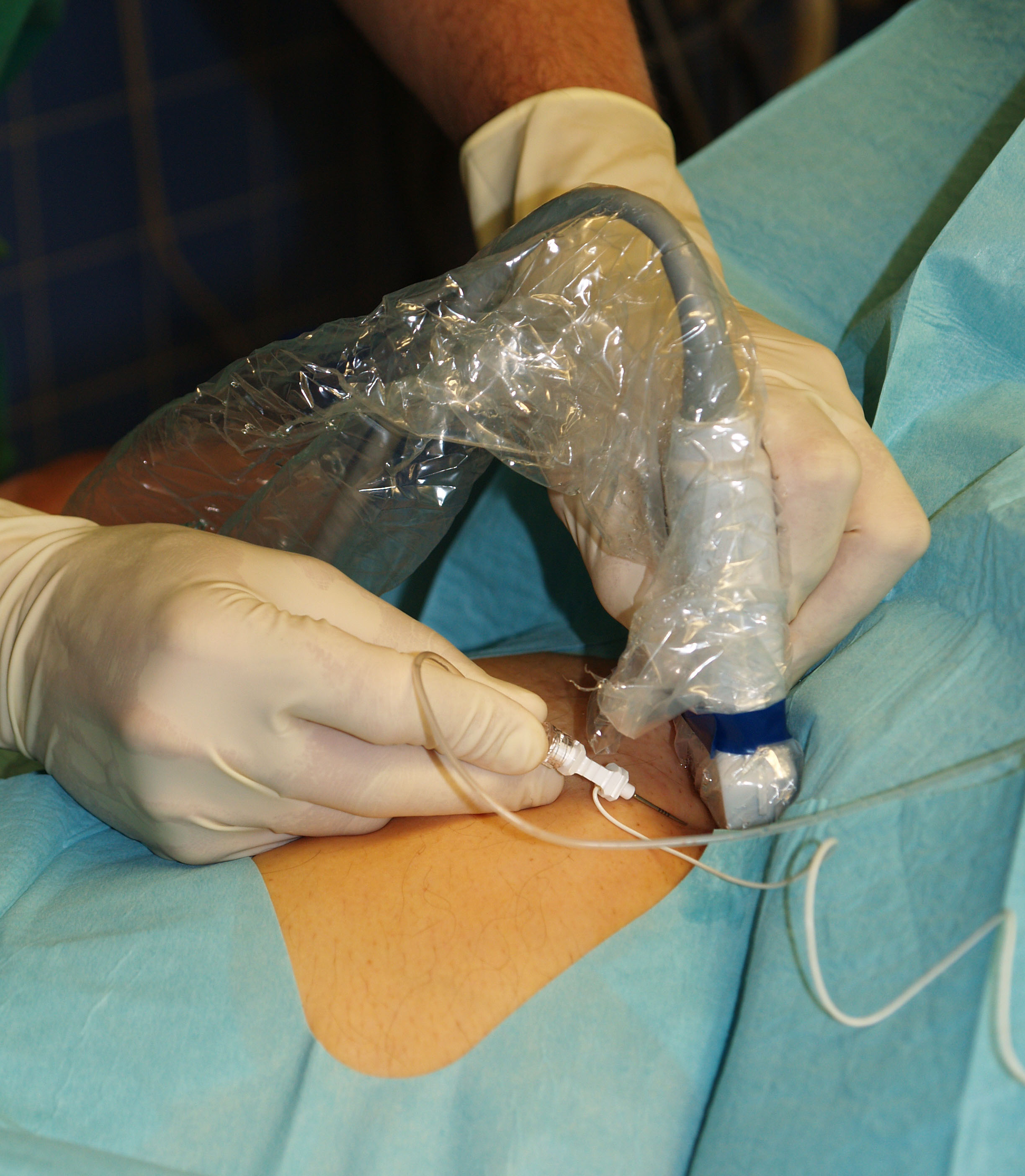

Le bloc nerveux est une procédure d'anesthésie régionale, chirurgicale ou médicale par injections de substances, visant à supprimer une douleur pendant un laps de temps donné, allant jusqu'à l'éradication définitive de cette douleur.

## Infiltration des troncs nerveux
Cette intervention consiste en l'injection locale d'un anesthésique au lieu de la douleur. L’anesthésique est généralement dirigé à même le nerf qui dessert la zone douloureuse. Cette infiltration permet une diminution presque totale de la douleur bien que son action ne soit pas extrêmement durable. Cette diminution initiale de la douleur permet une meilleure tolérance chez le patient lorsque celle-ci reparaît. Dans le cas contraire il est nécessaire d'effectuer des injections répétées.

## Destruction du nerf
Contrairement à une idée reçue, la destruction du nerf[Quoi ?] en cause dans la douleur ne permet pas son arrêt définitif mais peut aggraver celle-ci[réf. souhaitée]. Le traitement devient alors très complexe. Il existe toutefois des exceptions à cette règle, telle que la thermocoagulation ou la cryocoagulation, ainsi que le traitement du nerf par l'alcool : la neurolyse,.